# Agence de l'Union européenne pour la sécurité aérienne
Pour les articles homonymes, voir AESA.
Ne doit pas être confondu avec Autorité européenne de sécurité des aliments.
 (mars 2019).
L'Agence de l'Union européenne pour la sécurité aérienne (AESA ; en anglais : European Union Aviation Safety Agency, EASA), anciennement Agence européenne de la sécurité aérienne entre 2002 et 2018, est une agence de l'Union européenne qui traite de la sécurité aérienne, située à Cologne (Allemagne), et entrée en fonction en septembre 2003. L’Agence emploie quelque quatre cents agents issus de tous les pays d’Europe.
La création de l'AESA a ouvert la voie à une nouvelle réglementation communautaire en matière de sécurité et de compatibilité environnementale de l'aviation civile. Le règlement (CE) no 216/2008, entré en vigueur le 8 avril 2008, définit les missions de l'Agence.
L'AESA a pour mission d'aider la Communauté à :
- promouvoir le plus haut niveau possible de sécurité et de protection environnementale de l'aviation civile ;
- faciliter la libre circulation des biens, des personnes et des services ;
- favoriser la rentabilisation des processus réglementaire et de certification ;
- aider les États membres à remplir, sur une base commune, les obligations que leur impose l'Organisation de l'aviation civile internationale (OACI) ;
- promouvoir, au niveau mondial, les vues qu'elle défend quant aux normes de sécurité à appliquer dans l'aviation civile.

## Missions
Dans un premier temps, toutefois, le règlement susmentionné établit simplement la base d'une action communautaire en matière de certification des produits aéronautiques ainsi que des organisations et des personnes intervenant dans leur conception, leur production et leur maintenance. Dans un second temps, la Commission, assistée de l'AESA, proposera progressivement les modifications nécessaires pour étendre le champ d'application du texte à tout autre domaine intéressant la sécurité de l'aviation civile.
L’AESA assume actuellement les responsabilités suivantes :
- apporter une expertise technique à l’UE en vue de nouvelles dispositions législatives ;
- mettre en œuvre et contrôler l’application des règles de sécurité, y compris en effectuant des inspections dans les États membres ;
- procéder à la certification des aéronefs et équipements, et délivrer des agréments aux organisations assurant la conception, la fabrication et l’entretien des produits aéronautiques (voir les Certification Specifications ou CS) ;
- autoriser les opérateurs des pays tiers (hors Union européenne) ;
- réaliser des analyses et recherches en matière de sécurité.

En 2009, la Commission européenne a étendu les domaines de compétences de l'Agence, qui est désormais également responsable des normes de sécurité concernant les aérodromes et le domaine de la gestion du trafic aérien (GTA ou ATM) et des services de la navigation aérienne (SNA ou ANS).

## Subsidiarité
L'agence se voit également habilitée à effectuer elle-même certaines tâches d'exécution pour lesquelles l'action collective apparaît plus efficace qu'une action individuelle des États membres. Il lui incombe, en particulier, d'émettre des certificats de type pour les produits aéronautiques. Par ailleurs, elle aide la Commission à contrôler l'application des règles communes définies ainsi qu'à mettre en œuvre toute mesure de sauvegarde qui pourrait s'imposer. Elle fournit également une assistance technique lors des contacts et des négociations avec les autorités aéronautiques de pays tiers et les organisations internationales compétentes pour la sécurité et la compatibilité environnementale de l'aviation civile. Enfin, elle appuie la Communauté et les États membres dans leurs activités de coopération avec les pays-tiers et d'assistance à ces pays.

## Indépendance
Pour les protéger de toute interférence politique, les décisions en matière de sécurité doivent être prises par une autorité neutre et indépendante, dotée des compétences nécessaires. Aussi seront-elles prises par le directeur exécutif de l'agence, qui sera lui-même placé sous la tutelle d'une instance d'appel indépendante, chargée de contrôler la bonne application du règlement et des mesures d'exécution correspondantes adoptées par la Commission européenne. Le directeur exécutif est nommé par le conseil d'administration de l'agence, composé de représentants des États membres et de la Commission, qui doit, sous le contrôle de cette dernière, définir les priorités, fixer le budget et surveiller le fonctionnement de l'agence.

### Défaut de gestion des risques de conflits d'intérêts
En 2012, un audit européen de la cour des comptes européenne  a constaté un défaut grave de dispositif de prévention et/ou résolution des conflits d'intérêts au sein de l'Agence, ainsi que dans trois autres agences européennes devant également « prendre des décisions importantes concernant la sécurité et la santé des consommateurs » : l'Agence européenne des produits chimiques (AEPC), l'Autorité européenne de sécurité des aliments (AESA) et l'Agence européenne des médicaments (AEM). La cour a conclu qu'il manquait une politique adaptée de gestion du risque de conflits d'intérêts.
Parmi les quatre agences étudiées par la Cour aucune n'a rempli les critères d'une gestion adéquate du risque de conflit d'intérêts, et l'AESA a été la plus mal notée.

## Coopération internationale
Enfin, les problèmes de sécurité ne s'arrêtant pas aux frontières de la Communauté, il est de son devoir de faire adhérer le plus grand nombre possible de partenaires européens à son système. Le règlement permet ainsi d'y associer tous les pays liés à la Communauté, via des accords par lesquels ils adoptent et s'engagent à appliquer la législation communautaire dans le domaine du transport aérien.

## Études et recherches
L'agence développe un savoir-faire pour tout ce qui touche à la sécurité de l'aviation civile, en vue d'élaborer la législation et les mesures d'exécution relatives au contrôle de la sécurité des produits aéronautiques, des organisations et des personnes associées à leur maniement et de tout autre domaine connexe.

## Règlements
Le 25 octobre 2012, le règlement (UE) n° 965/2012 de la Commission du 5 octobre 2012 a déterminé les exigences techniques et les procédures administratives applicables aux opérations aériennes sur la base du règlement (CE) n°216/2008 du Parlement européen et du Conseil. Il remplace en partie le règlement (UE) n° 589/2008 (OPS1).
Il est composé d'un règlement « couvercle » de dix articles et de cinq annexes : Définitions, Part-ARO, Part-ORO, Part-CAT, et Part-SPA pour le 1er paquet. Par ailleurs, on trouve des GM et AMC pour en préciser les modalités d'application.
La direction générale de l'Aviation civile est l'autorité nationale française chargée d'appliquer ce règlement. Elle a tenu en juillet 2013 une journée d'information pour les exploitants de transport public.